# بحيرة لاهوائية

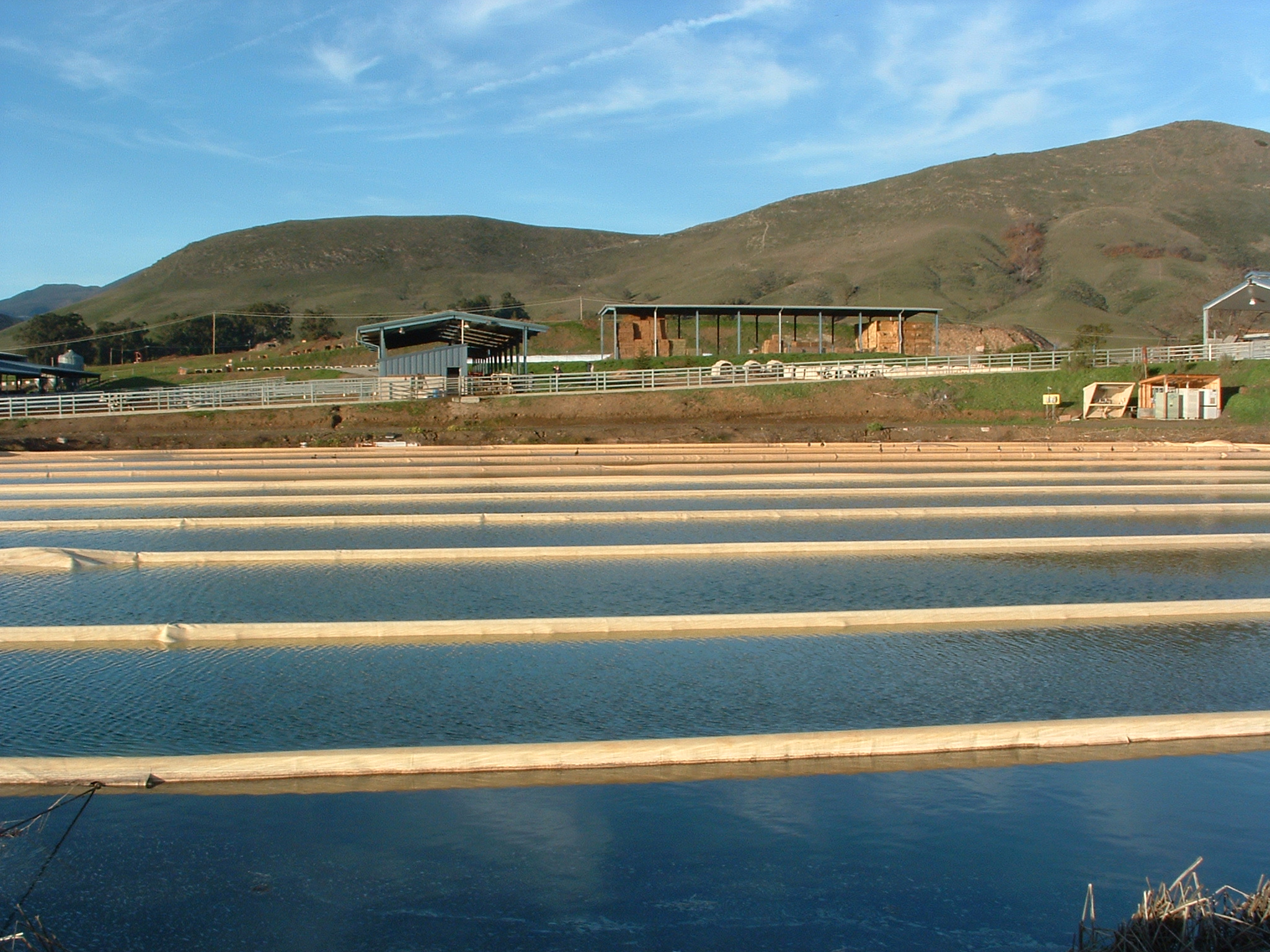
بحيرة لاهوائية في كال بولي

البحيرة اللاهوائية أو بحيرة السماد هي عبارة عن حوض ترابي خارجي من صنع الإنسان مليء بالفضلات الحيوانية تخضع للتنفس اللاهوائي كجزء مصمم لإدارة ومعالجة الفضلات الناتجة عن عمليات التغذية الحيوانية المركزة.
تتكون البحيرات اللاهوائية من الروث الطيني المزال من حظائر الحيوانات، ثم ينقل إلى البحيرة، يوضع الطين أحيانًا في الحوض المتوسط تحت أو جانب الحظيرة قبل أن يوضع في البحيرة، وحالما يوضع في البحيرة، يستقر الروث أو السماد في طبقتين: الطبقة الصلبة أو الحمأة، والطبقة السائلة، ثم يخضع السماد بعد ذلك إلى عملية التنفس اللاهوائي، إذ تتحول المركبات العطرية المتطايرة إلى ثنائي أكسيد الكربون والميثان. تستخدم البحيرات اللاهوائية عادة في التمهيد لمعالجة مياه الصرف الصحي الصناعي ومياه الصرف البلدية، الأمر الذي يسمح بترسب ابتدائي للمعلقات الصلبة كعملية تمهيدية للمعالجة.
تبين أن البحيرات اللاهوائية تخفي وتنبعث منها مواد يمكن أن تسبب تأثيرات صحية وبيئية مضرة. تنبعث هذه المواد بإحدى طريقتين: إشعاعات غازية، وفيض البحيرة. تكون الإشعاعات الغازية مستمرة (بالرغم من تفاوت الكمية بحسب الموسم)، وتكون ناتجة عن السماد الطيني بحد ذاته، ومن أكثر الغازات انبعاثًا من البحيرة: الأمونيا، وكبريتيد الهيدروجين، والميثان، وثنائي أكسيد الكربون. تسبب الاختلالات في البحيرة، مثل تشققها أو تجمعها بشكل غير ملائم، أو الظروف الجوية السيئة مثل المطر الغزير أو الرياح الشديدة، تسبب هذه العوامل فيض البحيرة، وبالتالي تحرر مواد ضارة إلى الأرض أو المياه المجاورة، من هذه المواد: المضادات الحيوية، والإستروجين، والبكتيريا، ومبيدات الآفات، والفلزات الثقيلة، والأوليات.
في الولايات المتحدة الأمريكية، استجابت وكالة حماية البيئة إلى المخاوف البيئية والصحية، من خلال تقوية قواعد عمليات التغذية الحيوانية المركزة عملًا بقانون المياه النظيفة. فرضت بعض الولايات قواعدها أيضًا، وبسبب الفيضانات المتكررة والمخاوف الصحية التابعة، حظرت ولاية كارولاينا الشمالية إنشاء بحيرات لاهوائية جديدة عام 1999، وقد كان هناك توجه بارز إلى البحث، وتطوير وتنفيذ التقنيات السليمة بيئيًا التي قد تسمح بتطويق وإعادة تدوير آمن لفضلات عمليات التغذية الحيوانية المركزة.

## خلفية
مع بدء إنتاج الدواجن في خمسينيات القرن الماضي، ولاحقًا مع إنتاج الماشية والخنازير في السبعينيات والثمانينيات، اتجه منتجو اللحوم في الولايات المتحدة الأمريكية إلى عمليات التغذية الحيوانية المركزة كطريقة أكثر كفاءة لإنتاج كميات كبيرة من اللحوم. أفاد هذا التحول مستهلكي الولايات المتحدة من خلال زيادة كمية اللحوم التي يمكنها أن تنتج، وبالتالي تناقص سعرها، لكن تزايد أعداد الماشية ولّد تزايدًا بالروث أو السماد، فعلى سبيل المثال، في عام 2006، أنتجت عمليات الماشية في الولايات المتحدة الأمريكية 133 مليون طن من الروث، وعلى خلاف الروث المنتج في المزارع التقليدية، فإن الروث الناتج عن عمليات التغذية الحيوانية المركزة لا يمكن استخدامها مباشرة في تسميد الأراضي الزراعية بسبب جودته المنخفضة، علاوة على ذلك، تنتج عمليات التغذية الحيوانية المركزة كميات كبيرة من السماد، إذ يمكن لعملية تغذية 800000 خنزير أن تنتج 1.6 مليون طن من الفضلات سنويًا.
يجب إيجاد حل للكميات الكبيرة من الروث أو السماد الناتجة عن عمليات التغذية الحيوانية المركزة بطريقة ما، على اعتبار أن الإدارة غير الملائمة له ستنتج ضررًا في الماء والهواء والتربة، وبالنتيجة، أصبح جمع السماد وتصريفه مشكلة متفاقمة.
بغية إدارة الفضلات الناتجة عنها، طورت عمليات التغذية الحيوانية المركزة خطط معالجة لمياه الصرف الزراعية. وبغية حفظ الجهد اليدوي، تتعامل العديد من عمليات التغذية الحيوانية المركزة مع فضلات السماد بصورتها السائلة.
في هذا النظام، تترك الحيوانات في حظائر أراضيها بشكل شبكات بحيث يمكن تصريف الفضلات والمياه المرشوشة من مزاريب تحت الأرض، وتنتقل إلى أحواض التخزين أو البحيرات اللاهوائية.
عندما تصل إلى البحيرة، يتمثل الهدف بمعالجة الفضلات وجعلها مناسبة لنشرها في الحقول الزراعية. هناك ثلاثة أنواع أساسية للبحيرات: بحيرات لاهوائية والتي تثبط بالأكسجين، الهوائية والتي تتطلب أكسجين، والمخيرة والتي يمكن أن تبقى مع أكسجين أو بدونه.
تؤمن البحيرات الهوائية درجة أعلى من المعالجة ومنتجات أقل رائحة، لكنها تتطلب قدرًا بارزًا من المساحة والصيانة. وبسبب هذا المتطلب، فإن معظم بحيرات الماشية هي من النمط اللاهوائي.

## تصميمها

### وصفها
البحيرات اللاهوائية هي أحواض ترابية عمقها التقليدي ثمانية أقدام، بالرغم من أن لزيادة العمق فائدة في الهضم كونها تقلل انتشار الأكسجين من السطح. تغلف البحيرات الجديدة ببطانة من الطين لتقلل تسرب فضلات الحيوانات إلى المياه الجوفية، أظهرت الدراسات أن البحيرات تسرب بمعدل يقارب 1 مم باليوم، مع وجود بطانات طين أو بدونها، لأن الحمأة المودعة في قاعدة البحيرة تحد من معدل التسرب، وليست بطانة الطين أو التربة الأساسية التي تتوضع تحتها.
لا تجفف البحيرات اللاهوائية أو تهوى أو تخلط، كما أنها تكون أكثر فعالية في درجات الحرارة الدافئة، إذ أن الجراثيم اللاهوائية لا تكون فعالة في درجات حرارة أدنى من 15 درجة سيلسيوس. يجب فصل البحيرات اللاهوائية عن باقي البنى بمسافة معينة لمنع التلوث، إذ تضبط الولايات قياس مسافات الفصل بينها. تحدد المساحة الإجمالية للبحيرة بإضافة أربعة مقومات: حجم التصميم الأدنى، وحجم تخزين السماد بين فترات التصريف، وحجم الذوبان، وحجم تجمع الحمأة بين فترات إزالتها.

### العملية
تقسم البحيرة إلى طبقتين متباينتين: الحمأة والسائل. طبقة الحمأة هي الطبقة الصلبة التي تتشكل من تطبق رواسب السماد، وبعد ذلك، تتراكم هذه الطبقة الصلبة، ومع الوقت يجب إزالتها. أما الطبقة السائلة فتتألف من الدهن والرغوة وجزيئات أخرى. تدخل مياه صرف عملية التغذية الحيوانية المركزة إلى لطبقة السائلة من قاعدة البحيرة، بحيث يمكن أن تختلط مع الكتلة الميكروبية النشطة في طبقة الحمأة. تكون هذه الظروف اللاهوائية موحدة في البحيرة باستثناء طبقة رقيقة على السطح. تُهوى هذه الطبقة أحيانًا لكبح الرائحة المنتشرة منها. في حال عدم تهوية السطح، ستتشكل قشرة تحتجز الحرارة والرائحة.
يجب أن تحفظ البحيرات وتعالج مياه صرفها كل 20 إلى 150 يوم، ويجب أن تلحق البحيرات اللاهوائية ببحيرات هوائية أو مخيرة لتأمين معالجة متقدمة. تجفف الطبقة السائلة بشكل دوري وتستخدم للتسميد. في بعض الحالات، يمكن تزويد البحيرة بغطاء لحبس الميثان المستخدم في الطاقة. تعمل البحيرات اللاهوائية بآلية أو عملية تدعى الهضم اللاهوائي. يبدأ تحلل المادة العضوية بعد فترة قصيرة من تبرز الحيوان. يعود سبب تحول البحيرات إلى لاهوائية إلى ارتفاع طلب الأكسجين البيولوجي للبراز، الذي يحوي مستويات عالية من المواد الصلبة المنحلة، الأمر الذي ينتج عنه ارتفاع طلب الأكسجين البيولوجي. تحول العضويات اللاهوائية المركبات العضوية إلى ثنائي أكسيد الكربون وميثان من خلال تشكل الحمض وإنتاج الميثان.

### فوائد بناء البحيرات
- يمكن التلاعب بالسماد بسهولة بواسطة الماء باستخدام أنظمة تدفق، وخطوط صرف صحي، ومضخات، وأنظمة إرواء.
- ثبات الفضلات من خلال إنقاص الهضم للرائحة عند استخدام هذا السماد في التسميد.[7]
- يمكن تخزين السماد لفترات طويلة وبكلفة منخفضة.
- يكون السماد كله في منطقة واحدة، بدلًا من انتشاره على مدى منطقة واسعة من الأرض (يسمى هذا «دبليو.إي.إس»، نظام تضخيم الفضلات).

### مساوئ بناء البحيرات اللاهوائية
- يتطلب مساحة كبيرة نسبيًا من الأرض.[11]
- ينتج روائح حادة كريهة، وبشكل خاص خلال الربيع والخريف.
- يستغرق زمنًا طويلًا إلى حد ما حتى تستقر المركبات العضوية، بسبب بطء معدل هضم الحمأة، ومعدل نمو بطيء لمكونات الميثان.
- السماد المستخدم في التسميد هو أقل جودة بسبب انخفاض توافر المواد المغذية.
- قد يحدث تسرب لمياه الصرف في حال كُسرت الأحواض، أو إن كانت مبنية بشكل غير صحيح.
- يمكن أن تؤثر العوامل الجوية والبيئية الأخرى بشدة على سلامة وفعالية البحيرات اللاهوائية.